# Justin Amash

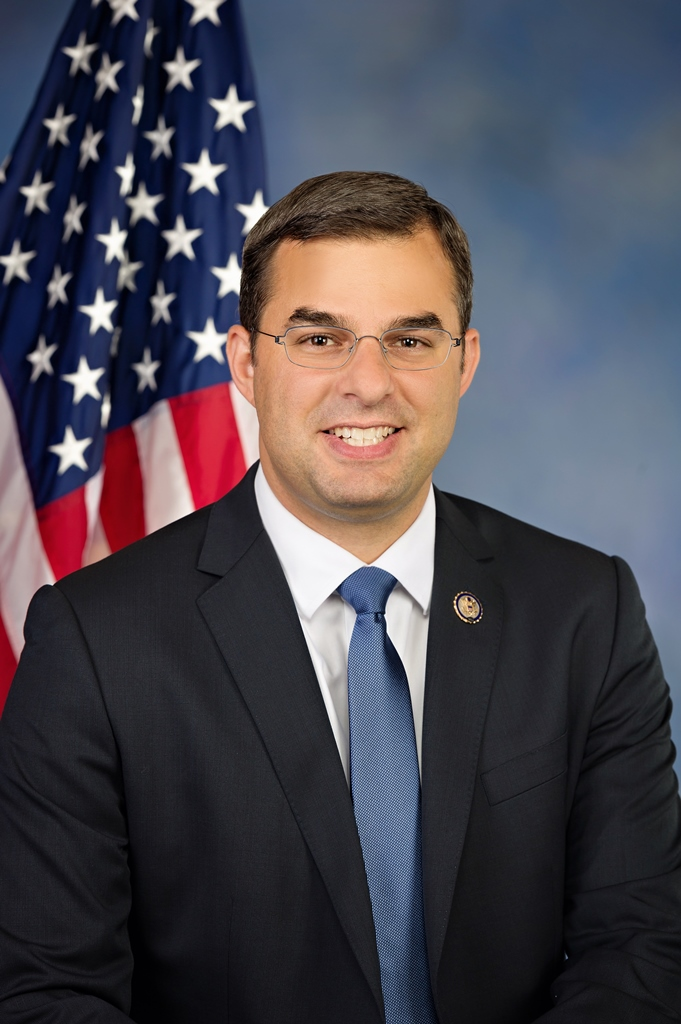

Justin Amash, Grand Rapids (Michigan), Verenigde Staten, 18 april 1980 is een Amerikaanse jurist en oorspronkelijk politicus van de Republikeinse Partij. Op 4 juli 2019 verliet hij de partij om als onafhankelijk congreslid door te gaan. Op 28 april 2020 sloot Amash zich aan bij de Libertarian Party om zich kandidaat te stellen voor de presidentsverkiezingen van 2020. Enkele weken later trok hij zich terug als mogelijke presidentskandidaat.
Sinds mei 2011 vertegenwoordigt hij de staat Michigan in het Huis van Afgevaardigden (Verenigde Staten).
Amash is een libertarische Republikein.
Na eerdere kritiek op president Trump baarde hij in mei 2019 opzien door zich als eerste Republikeins lid van het Amerikaanse Congres per tweet uit te spreken voor het instellen van een "impeachment"-proces tegen de president wegens de uitkomsten van het Mueller Report.

## Afkomst en opleiding
Justin Amash is de zoon van een Palestijns christelijke vader en een Syrisch christelijke moeder.
Hij doorliep de Grand Rapids Christian High School en studeerde daarna tot 2002 Economische wetenschappen 2002 aan de Universiteit van Michigan in Ann Arbor. Na een aansluitende Rechtenstudie aan dezelfde universiteit was hij werkzaam als advocaat. Hij trad toe tot de Republikeinse Partij. Van januari 2009 tot januari 2011 was hij lid van het Huis van Afgevaardigden van Michigan, dat toen zeven Republikeinse en acht Democratische afgevaardigden telde.
Bij de Congresverkiezingen op 2 november 2010 werd Amash als afgevaardigde voor het derde kiesdistrict van Michigan gekozen in het federale Huis van Afgevaardigden in Washington, D.C., waar hij op 3 januari 2011 aantrad als opvolger van Vern Ehlers, die na 17 jaar had afgezien van nog een kandidatuur. Amash liet bij de verkiezing de Democraat Pat Miles met 60 procent van de stemmen achter zich.
Amash is lid van de Commissie voor Overzicht en Staatshervorming van het Huis, alsmede van twee daaronder ressorterende subcommissies. Bovendien heeft (en had) hij zitting in de Joint Economic Committee van het Congres.
Amash doet zich binnen zijn partij kennen als aanhanger van libertarische ideeën en van de Tea Party-beweging. Hij steunde het toenmalige libertarische Congreslid Ron Paul in de Republikeinse voorverkiezing voor de presidentsverkiezing in 2012.
Op het tijdstip van zijn ambtsaanvaarding in het Congres was hij daar de op een na jongste afgevaardigde na Aaron Schock uit Illinois. Na - tot herverkiezingen in de jaren 2012, 2014, 2016 en 2018 kan hij zijn ambt in beginsel tot 3 januari 2021 bekleden.

## Kritiek op president Trump
In 2016 haalde Amash de krantenkoppen door zich aan te sluiten bij de lijst van Republikeinen die zich verzetten tegen de presidentskandidaat van de GOP, Donald Trump. Nadat Trump tot president was verkozen, profileerde de Huffington Post hem in een artikel met de volgende titel: "De Enige Huis Republikein Die Niet Kan Stoppen met het Kritiseren van Donald Trump". Amash zei daarop: "Ik ben hier niet om een bijzondere politieke partij te vertegenwoordigen, ik ben hier om mijn kiesdistrict te vertegenwoordigen en om de Grondwet na te leven.".
In mei 2017 werd Trump aangewreven dat hij de ontslagen FBI-directeur James Comey onder druk zette om een onderzoek naar de voormalige Nationale Veiligheidsadviseur Michael Flynn stop te zetten. Naar verluidt was Amash het eerste Republikeinse Congreslid dat publiekelijk verklaarde dat de beschuldigingen, indien bewezen waar te zijn, aanleiding tot "impeachment" opleverden.
In juni 2018 vroeg de Huffington Post Republikeinen in het Huis, "Of zij "impeachment zouden steunen als de president zich zelf pardon zou verlenen?" Amash was de enige Republikein die zei dat hij "impeachment" onherroepelijk zou steunen".
In juli 2018 had Amash zware kritiek op Trumps persconferentie met de Russische president Vladimir Poetin. Hij twitterde: "Als een uitgesproken voorstander van deze ontmoeting, liet deze bij mij de indruk achter dat hier iets niet in de haak is. De president raakte van de rechte weg door zich ondergeschikt op te stellen. Hij sprak alsof hij het hoofd van een vazalstaat was.
Toen Trumps voormalige advocaat Michael Cohen op 27 februari 2019 getuigde in de Commissie voor Overzicht en Staatshervorming van het Huis, vroeg Amash hem, "Welke waarheid vreest president Trump het meest dat de mensen te weten komen?" Democrate Krystal Ball schreef: "Amash liet zien hoe iemand werkelijk verantwoordelijkheid voor toezicht kan uitoefenen en kan proberen de waarheid te achterhalen, zelfs wanneer die waarheid op korte termijn mogelijk niet in het hoogste belang is van zijn partij." CNN-redacteur Chris Cillizza schreef, "The Michigan Republican deed iets op woensdag dat bijna niemand van zijn GOP-collega's leek te willen proberen namelijk Cohen vragen stellen over zijn relatie met Trump, die werkelijk enig nieuw licht laten schijnen op niet alleen hun relatie maar op de President of the United States."
Op 18 mei 2019 sprak Amash zich als eerste Amerikaans Congreslid uit als voorstander van het instellen van een Impeachment-proces tegen president Donald Trump. In een twitterbericht stelt hij dat nauwkeurige lezen van het Mueller Report hem ervan heeft overtuigd dat president Trump zich heeft bezondigd aan gedrag dat om impeachment vraagt en dat minister van Justitie, William Barr de uitkomsten van het rapport op ondeugdelijke wijze heeft gepresenteerd. Verder stelt hij vast dat de checks en balances in gevaar komen door partijdigheid en dat het Mueller Report door de meerderheid van de Congresleden niet is gelezen.
In zijn reactie maakte president Trump Amash uit voor een "loser" en verklaarde hij voorts - ten onrechte - dat het Mueller Report had geconcludeerd dat er geen belemmering van de rechtsgang heeft plaats gevonden. Ronna McDaniel, voorzitter van de Republikeinse Nationale Commissie (RNC), beschuldigde Amash van het "napraten van de stokpaardjes van de Democraten over de Russen". Zij deed geen uitspraak over onmiddellijke maatregelen tegen Amash, maar twitterde aan kiezers uit Amash' district "om deze president krachtig te steunen".
De Republikeinse senator Mitt Romney liet weten Amash' verklaring "moedig" te vinden, maar zelf de aangevoerde belemmering van de rechtsgang als onvoldoende te beoordelen.

## Privé
Amash is gehuwd met Kara Janell Dayen. Het paar heeft drie kinderen. Hij is een orthodox christen in de Antioichian Diocese of North America.
- Library of Congress Control Number: no2019143228
- SNAC: w6xx59dh
- Biographical Directory of the United States Congress: A000367
- Virtual International Authority File: 5505157040173967040000
- WorldCat: E39PBJbM3JwyBBpJ3kGqgybw4q